# داريل ماي
داريل ماي هو لاعب هوكي الجليد كندي، ولد في 6 مارس 1962 في مونتريال في كندا.

## وصلات خارجية
- داريل ماي على موقع دوري الهوكي الوطني (الإنجليزية)
- داريل ماي على موقع EliteProspects.com (الإنجليزية)
- داريل ماي على موقع HockeyDB.com (الإنجليزية)